# Don Martin (caricaturista)
Don Martin (18 de mayo de 1931-6 de enero de 2000) era un dibujante estadounidense cuya obra más conocida fue publicado en Mad en 1956-1988. Su popularidad y fama fue tal que conocido como El Loco Artista de MAD.

## Primeros años
Nacido el 18 de mayo de 1931 en Paterson, Nueva Jersey, Martin estudió ilustración y bellas artes en la Escuela de Bellas Artes de Newark e Industrial entre 1949 y 1951 y posteriormente se graduó en la Academia de Pensilvania de Bellas Artes en Filadelfia en 1952. En 1953, trabajó brevemente como recortador ventana y fabricante marco antes de proporcionar Paste Up y mecanices para varios de impresión offset a los clientes y comenzar su carrera como caricaturista e ilustrador independiente. Las obra de Martin apareció por primera vez en Mad en el 09 1956 cuestión.
Justo antes de su trabajo con Mad, Don Martin ilustró las portadas de discos de jazz de artistas pocos legendarios para Prestige Records, incluyendo en 1953 álbum de Miles Davis Miles Davis and Horns (Prestige LP 7025). También hizo The Art Farmer Septet (Prestige LP 7031), Sonny Stitt/Bud Powell/JJ Johnson (Prestige LP 7024), Trombone By Three de Kai Winding (Prestige LP 7023) y The Brothers de Stan Getz (Prestige LP 7022).

## Carrera enMAD
Martin fue a menudo considerado como el Loco Artista de MAD. Mientras que otras características en Mad, recurrente o de otra manera, por lo general se dirigían con juego de palabras llenas de títulos de "Departamento", el trabajo de Martin siempre se dirigía con sólo su nombre - "Don Martin Dept." - Fanfarria más probablemente ser innecesario. En su apogeo, cada número de Mad suelen realizar tres tiras Martin de una o dos páginas cada uno.
Aunque las contribuciones de Martin invariablemente aparece acontecimientos atroces y violaciones a veces pura y simple de las leyes del espacio-tiempo, sus tiras tenían típicamente modesto títulos genéricos como "un día tranquilo en el parque" o "Una Tarde en la playa". En uno de cuatro paneles gag, titulado "Una noche en el Miami Terminal de Autobuses ", un hombre se acerca a una máquina denominada "change", se inserta un billete de un dólar, y la máquina cambia a él en una mujer. En otro gag, un hombre es aplastado por una apisonadora, pero es salvado por la oportuna intervención de un transeúnte que se trate, que le dobla en un avión de papel y lo tira hacia el hospital más cercano.

## Estilo y técnica
Inmediatamente reconocible Martín estilo de dibujo (que contó con narices bulbosas, y el famoso pie articulado) estaba suelta, redondo y lleno de payasadas amplio. Sus inspiraciones, los viñetas y los temas eran a menudo extraño y en ocasiones rayaba en MAD. En sus primeros años con MAD, Don Martin usó una más irregular, la línea áspera. Su estilo evolucionó, acomodándose en su forma familiar en 1964. Se caracteriza por una uniformidad en la apariencia de los personajes (el remate a una banda a menudo se destacó por un inexpresivo llevar con los ojos medio abiertos y la boca ausente o en un círculo estrecho, pequeño de perplejidad constante) y por su inmensa capacidad para nuevo cuño, onomatopéyicas efectos de sonido, tales como "BREEDEET BREEDEET" para una rana croar, "PLORTCH" para un caballero de ser apuñalado por una espada, o "FAGROON klubble klubble" para un edificio que se derrumba.
Sus personajes tenían a menudo ridículo, rimando nombres como Fester Bestertester o Fonebone (que se amplió a Freenbean. Fonebone en por lo menos una banda), así como Parkertip Lance, Tomó nota al Notario Público. En este período intermedio, Martin creó algunas de sus obras más absurdo de todos como "Día Nacional del Traje de Gorila", una narración extensa en la que se violenta un desventurado personaje asaltado por una serie de atacantes en varios disfraces, incluyendo hombres vestidos de gorilas y gorilas vestidos como hombres. Su estilo único caricaturas dio una asombrosa profundidad y dimensión visual [cita requerida] a sus escenas hilarantes y off-the-wall efectos de sonido textuales.
Charles Taylor describió el estilo único del arte de Don Martin:

Su pueblo grande de hocico pelmazos con ojos soñolientos, borlas de pelo hirsuto, y lo que parecen ser salvavidas debajo de la cintura de su ropa. Sus manos hacen gestos delicados pelos en la lengua y sus pequeños extrañamente delgadas, pies alargados tener un 90º grados. Convertie a los dedos de los pies, ya que un paso hacia adelante, ya que son de promedio Joes o cazador de cabezas, la gente de Martin comparten el mismo físico. Una torre tambaleante de doblados que Martin pone a los cuerpos de estos personajes a través de todo tipo de expectación, tratándolos como mucho como gadgets como los chorros de flores y zumbadores alegría que pueblan sus chistes. Los ojos de vidrio salir de una palmadita en la espalda, las cabezas se arrolló en formas tapa de alcantarilla. Todo esto acompañado de un dadaísta panoplia de efectos de sonido en ninguna otra parte. ¡shtoink shklorp! fwoba-dap. ¡Es poco probable que Samuel Beckett tenía conocimiento de Don Martín, pero si hubiera sido él podría haber reconocido a un alma gemela!.

Su trabajo probablemente alcanzó su pico final de detalles de calidad y técnica a finales de 1960 y principios de 1970. En los últimos años, en particular durante la década de 1980, dejó que otras personas escriben la mayoría de sus gags, sobre todo Duck Edwing.
Al mismo tiempo que su salida en MAD, Don Martin y un montón de escritores produjeron una serie de libros de bolsillo, de la que él conservó los derechos de autor y los derechos eventuales de publicación. Por esta razón, el contenido de estos libros no se incluyó en 2007 el set de caja Completely Mad Don Martin. Martin describió su pesada carga de trabajo para estos proyectos:

Una vez que tengo el visto bueno a los rudos que empiezo los dibujos terminados. Mi especie de comenzar esta etapa poco a poco, porque el hacer la obra terminada siempre termina siendo una semana de siete días. Un día todos, y todos calvario noche. Siempre anticipar Puedo dibujar los libros más rápido que yo. Eso es un gran error, ya que añade una gran cantidad de ansiedad y molestias al proyecto. Pensé que había desarrollado un sistema con el último. Trabajé en el libro en lotes de 15 páginas más o menos. Incluso me llevó un registro para ver cuánto tiempo me llevó a hacer los lápices, y el tiempo que me llevó a hacer las tintas, pero aun así terminó siendo siete días a la semana durante un par de meses. A mí me parezco que tengo que conseguir un poco de impulso cuando dibujo. No puedo trabajar con interrupciones. Me gustaría tener tres o cuatro días en los que ni siquiera salir de casa a hacer un mandado. Recibo muchas más cosas de esa manera, porque construir una cabeza de turco .

## Ruptura conMad
En sus últimos años de trabajo con Mad, Don Martin tuvo un enfrentamiento con el editor William E. Gaines sobre derechos de autor por las compilaciones de bolsillo de mayores artículos y caricaturas de Mad, publicadas bajo nuevos títulos de ómnibus, como The Mad Self-Made. Gaines insistió en que la página original de Martin tasa fue tanto para publicaciones en Mad y todas las reimpresiones futuras en cualquier formato. Don Martin se opuso, alegando que en un momento dado que había perdido probablemente más de $ 1 millones en regalías a causa de esta "tarifa plana" para este trabajo. Don Martin declaró más tarde ante un subcomité del Congreso sobre los derechos de los artistas independientes.
Con la mala sangre que fluía en ambas direcciones, Don Martin dejó Mad a finales de 1987. Su última contribución apareció en la edición Nº277 de marzo de 1988 ("One Special Day in the Dungeon", traducido como Un día en el Dungeon escrito por Antonio Prohias) Poco después, comenzó la publicación de su rival humor caricaturesco Cracker Magazine, que atacó competidor más grande de facturación de Don Martin como "El Rompe-todo Artista de Cracker". La cubierta de Don Martin su debut para Cracker se firmó puntualmente "© 1988 D. Martin".
Después de seis años con Cracker, Don Martin se separó de la revista. Un año después lanzó su propio efímera publicación, La Revista de Don Martin. Esto incluía reediciones de algunos de sus libros originales de Mad de las que había retenido los derechos de autor. El primer número incluye una por lo demás absurdo "entrevista" de Martin, realizado por él mismo, en la que dijo:"Mi agente cree que yo estaba loco por haber trabajado allí [MAD], siempre y cuando lo hice, antes de expresar cariño por su tiempo en Cracked. En 1991, Don Martin se quejó la atmósfera social y tribales de Mad en Los Angeles Times, diciendo: 'Está considerado por la gente de allí como algo bueno, como una gran familia. Me di cuenta de que es sólo algo bueno para Bill Gaines. Estaba tan terriblemente leal durante todos esos años que rechazó trabajar porque tenía algo para la Revista Mad, lo cual es ridículo '".
De 1989 a 1993, Don Martin creó una tira cómica diaria llamada Los Nutheads, con una familia que trabajó en "Mercado Glump", una tienda abarrotada. Los personajes incluyen una madre y un padre, Hazel y Nutley, y sus dos hijos, Macadamia y el bebé Nutkin. Fue sindicado brevemente por Universal Press Syndicate, Martin revivió después y auto-sindicado de la banda.
A pesar de una condición degenerativa de su ojo, Don Martin continuó dibujando en la década de 1990 con su equipo de lente especial. En 2000, murió de cáncer en Coconut Grove, Florida a los 68 años. Una persona privada, sin pretensiones, se deleitaba en tener dificultades dibujantes visitar a su casa.

## Premios y honores
Martin fue honrado con el Premio Ignatz en la Comicon Orlando en 1980. Recibió el Premio de Prestaciones de Sociedad Nacional de Caricaturistas (NCS por su sigla) tanto en 1981 y 1982, y fue incluido en el Salón de la Fama Will Eisner Award en 2004.
Las caricaturas de Don Martin figuran en colecciones públicas en la Sociedad Nacional de Caricaturistas y la Billy Ireland Cartoon Librería y Museo en Irlanda. Se desempeñó como miembro del jurado en el "Hürriyet Vakfi", un concurso de dibujos animados Internacional, celebrada en Ankara, Turquía en 1986.

## Personalidad
Don Martin, que era un miembro de la NCS y Graphic Artists Guild (GAG), fue considerado como un hombre tranquilo que disfrutamos de relajante en la playa cerca de su casa en Miami, donde él le gusta caer en los antecedentes de turistas fotografías tomaría el uno del otro, así que cuando sus películas se han desarrollado que se preguntaría quién es el hombre tan extraño. Miembro colaborador de Mad, Sergio Aragonés tenía la costumbre traviesa de él mismo.
Pero Martin no fue siempre así el uso de las cámaras. En 1972, después de estar sentado durante una entrevista con el diario The Miami Herald, el periódico quería tomar una fotografía de Martin y su familia para acompañar la pieza. Martin se negó. Sin embargo, luego sacó improvisadas máscaras de personajes de tamaño natural, que Martín, su esposa y sus hijos llevaban amablemente sobre sus rostros para el retrato publicado.

## Influencia en la cultura popular
Los trabajos de Don Martin han sido mencionados en numerosas arenas, de Los Simpson y Padre de familia a The Colbert Report a novela de Jonathan Lethem en 1999 Motherless Brooklyn, donde se describe en detalle la Tourette afinidad afligido protagonista de dibujos animados de Don Martin.
En 1986, la animación basado las característica de Don Martin lo hace de nuevo fue creado en Alemania por el director Andy Knight, y producido por Deutsche Gerhard Hahn Zeichentrick Erste Produktions GmbH & Co. KG. Ganó el primer premio en el 1986 Festival de Cine Internacional de los Niños en Chicago. Las tiras de Don Martin también se han adaptado en serie animada MAD en Cartoon Network Y el programa principal MADtv de canal FOX.
En el episodio 39 de Futurama, "The Day the Earth Stood Stupid", Hermes Conrad mencionó a un planeta llamado "Don Martin 3", que fue "kerflooey", un homenaje a uno de los efectos de sonido de Martin. (De hecho, el propio Martin poseía una matrícula que decía "SHTOINK", modelado después de uno de sus famosos "onomatopéyicos" efectos de sonido). El película "Stranded in Space" se muestra en la televisión de Mystery Science Theater 3000 (show 305) incluye varios efectos visuales de sonido de armas (por ejemplo, un arma con una bandera que sale, teniendo el efecto de sonido "BANG!"). Después de un cartucho de dinamita produjo un cartel que decía "KACHOW", uno de los personajes de la serie se preguntó: "¿Kachow? ¡¿Kachow?! ¿Qué es Don Martin trabajar con ustedes ahora?".
En 2007, una caja de tapa dura de dos volúmenes completos de Don Martin de los trabajo en Mad fue publicado por la revista Running Press.
Siguiendo el ejemplo de una de las historias más célebres de Don Martin, Día Nacional del Traje de Gorila, los aficionados han celebrado el Día Nacional del Traje de Gorila con el uso de trajes de gorila en el día 31 de enero. No hay fecha específica se da en la historia, que apareció en el libro en rústica de 1963 Don Martin Bounces Back.

## Publicaciones
- Don Martin Steps Out (1961)
- Don Martin Bounces Back (1963)
- Don Martin Drops 13 Stories (1965)
- Adventures of Captain Klutz (1967)
- Don Martin Cooks up More Tales (1969)
- Don Martin Comes on Strong (1971)
- Captain Klutz II (1973)
- Don Martin Carries On (1973)
- The Completely Mad Don Martin (1974)
- Don Martin Steps Further Out (1975)
- Don Martin Forges Ahead (1977)
- Don Martin Digs Deeper (1979)
- Don Martin Grinds Ahead (1981)
- Don Martin Sails Ahead (1986)